# Jacopo Bassano
Jacopo da Ponte, também denominado Il Bassano ou somente Bassano (Bassano del Grappa, cerca de 1510 - 1592), foi um dos mais influentes pintores da Renascença veneziana.
Pioneiro nas pinturas paisagísticas venezianas, foi, primeiramente aluno do seu pai, igualmente pintor, no atelier deste último.
Em 1534, decidido a tornar-se um dos mais reconhecidos pintores da Itália, partiu para Veneza, onde ingressou num atelier, regido por Ticiano, com quem aprendeu as técnicas básicas do claro-escuro, tal como, a difundir luxuosa e particularmente, pelo quadro, as cores, como o seu mestre fazia habitualmente, como se pode ver no quadro A Vênus de Urbino.
Começou a interessar-se igualmente pela pintura de Lorenzo Lotto, relativamente ao retrato, começando a tentar imitá-lo. A partir de todas estas experiências, formou um estilo próprio, apreciado por todas as cortes da Itália e por alguns artistas, entre eles Albrecht Dürer.
Deste período conhecem-se algumas gravuras e ilustrações, a par dos esboços e das pinturas, que hoje se encontram expostas em museus como o Museu do Prado, em Madrid.
As suas telas, de inovadora e arrojada técnica e interacção para com o espectador, concentram também uma forte energia maneirista, de extremo movimento e sublimes volumes.
Como artista renascentista, pintou, obviamente, diversos quadros de ênfase religiosa, todavia, sendo singular na representação dos objectos sagrados.
Teve quatro filhos, que foram, não só pintores, como também exímios seguidores das técnicas de pintura do pai.